# Mőcsény megállóhely
Mőcsény megállóhely egy Tolna vármegyei vasúti megállóhely Mőcsény községben, a helyi önkormányzat üzemeltetésében. A település központi részének délkeleti szélén helyezkedik el, közvetlenül az 5603-as út és a Zsibrikre vezető alsóbbrendű út szétágazása mellett.
A Dél-dunántúli Pirostúra egyik pecsételő pontja.

## Vasútvonalak
A megállóhelyet az alábbi vasútvonalak érintik:
- Dombóvár–Bátaszék-vasútvonal

## Kapcsolódó állomások
A megállóhelyhez az alábbi állomások vannak a legközelebb:
- Cikó megállóhely (Dombóvár–Bátaszék-vasútvonal)
- Mórágy megállóhely (Dombóvár–Bátaszék-vasútvonal)

## Forgalom
| Járat        | Útvonal | Gyakoriság   |
| ------------ | --- | ------------ |
| személyvonat | Dombóvár – Csikóstőttős – Mágocs-Alsómocsolád – Szalatnak – Szászvár – Máza-Szászvár – Váralja – Nagymányok – Hidas-Bonyhád – Cikó – Mőcsény – Mórágy – Bátaszék – Alsónyék – Pörböly – Baja-Dunafürdő – Baja | Napi 5-6 pár |